# Thomas Abel (Geistlicher)
Thomas Abel, auch Able, Abble oder Abell, (* um 1497; † 30. Juli 1540 in Smithfield, London) war ein englischer Geistlicher, Priester und Märtyrer.
Er studierte in Oxford. 1516 wurde er Master of Arts. Danach promovierte er in Theologie. Er hatte viele Fähigkeiten und soll  Katharina von Aragón, die Frau von König Heinrich VIII., unter anderem in modernen Sprachen und Musik unterrichtet haben. Als ihr Kaplan setzte er sich in seinen Predigten und Schriften gegen die Auflösung ihrer Ehe ein und war einer ihrer Anwälte bei der Untersuchung der Scheidungsfrage.
Nach der Veröffentlichung seiner Schrift Invicta Veritas wurde er 1532 verhaftet und des Hochverrates angeklagt. Nach kurzer Zeit wurde er wieder freigelassen, aber bereits 1533 erneut verhaftet. Als er sich schließlich weigerte, die Suprematsakte anzuerkennen, wurde er verurteilt und im Juli 1540, zwei Tage nach Thomas Cromwell, hingerichtet.
Er wurde von Papst Leo XIII. als Mitglied einer Gruppe von 54 englischen Märtyrern am 29. Dezember 1886 seliggesprochen. Sein Gedenktag ist der 4. Mai oder der 30. Juli.